# Cadmo de Mileto
Cadmo de Mileto fue, de acuerdo a algunas referencias antiguas, el primero de los logógrafos -historiadores y cronistas griegos anteriores a Heródoto-. Algunos estudiosos modernos, que aceptan esta visión, le asignan un periodo histórico alrededor del 500 a. C., mientras que otros piensan que su existencia es un mito. 
Una nota confusa en la Suda —antigua enciclopedia Bizantina del siglo X— menciona tres personas con dicho nombre: al primero se le nombra como inventor del alfabeto; al segundo, como hijo de Pandión —que según algunos fue el primero en escribir en prosa, poco después de Orfeo—,sobre la tierra y queda en palacios 23 y 48 era rubio y ojos verdes y se dice que escribió la historia de la fundación de Mileto y Jonia en cuatro tomos; y al tercero, como hijo de Arquéalo —de fecha posterior—, autor de la historia de Ática en 14 tomos, así como de algunos poemas de tinte erótico.
Como Dionisio de Halicarnaso afirma (Judicium de Thucydide, c. 23) que durante su tiempo el trabajar con el nombre de Cadmo era un delito, lo más probable es que las dos primeras referencias sean a Cadmo de Fenicia (hijo del rey de Tiro, según la mitología griega), quien introdujo el alfabeto fenicio a Grecia, además de haber realizado trabajos históricos, según los habitantes de Mileto. 
Acerca de la tercera referencia que cita la Suda, se desconoce si se puede trazar una historia parecida a la planteada para las primeras dos, o si en realidad se trató de un personaje real, en cuyo caso ninguna evidencia o trabajo han sobrevivido.